# Сергий (Королёв)
Архиепископ Сергий (в миру Аркадий Дмитриевич Королёв; 18 [30] января 1881, Москва — 18 декабря 1952, Казань) — епископ Русской православной церкви, архиепископ Казанский и Чистопольский (1950—1952).

## Биография
Родился 18 (30) января 1881 года в Москве на улице Большая Пресненская в купеческой семье. Ему едва исполнилось три месяца, когда умер отец. Детство провёл он с матерью в селе Обольяново около Влахернского монастыря Дмитровского уезда, Московской губернии. Там он учился в сельской школе, принимал участие в полевых работах.
По окончании сельской школы не смог ввиду скудности средств поступить в гимназию или реальное училище. Зять Егор Егорович Каменев помог определиться в Дмитровское духовное училище. В виду хороших успехов Аркадий Королёв по окончании училища был принят с Вифанскую духовную семинарию (около Троице-Сергиевой Лавры), по окончании которой в 1902 году Аркадий поступил на казенный кошт в Московскую духовную академию.
В 1906 году Аркадий Королёв закончил обучение в Московской духовной академии, но кандидатского сочинения не представил и был выпущен действительным студентом. Не предполагал принимать сан священника, думая, что будет преподавателем где-нибудь в семинарии.
Летом 1906 года он отправился погостить к архимандриту Серафиму (Остроумову), который был в это время наместником Яблочинского Свято-Онуфриквского монастыря в Холмской епархии. Там он был представлен епископу Холмскому Евлогию (Георгиевскому) и под его влиянием решился вступить на путь монашеский. 7 июня 1907 года Королёв был пострижен во монашество с именем Сергий, а в 1908 году рукоположён во иеромонаха.
В 1914 году был возведён в сан архимандрита назначен настоятелем монастыря, но в следующем году, ввиду приближения линии фронта, пришлось эвакуировать монастырь во внутренние губернии. Только в 1920 году архимандрит митрополита Сергий вернулся в Яблочное, которое уже находилось в пределах новообразованной Польской республики. Монастырь был сильно разрушен, пришлось всё восстанавливать.
17 апреля 1921 года хиротонисан в соборе Виленского Духовского монастыря во епископа Бельского. Ввиду того, что Холмская кафедра пустовала, новому епископу было поручено временно управлять епархией. Выступал против навязываемой польскими властями автокефалии польской церкви, за что в 1922 был арестован и выслан в Чехословакию.
Узнав, что в Праге есть православный храм, епископ Сергий переезжает в столицу республики. В храме Святого Николая, единственном православном храме в Праге не было постоянного священника.
Узнав о приезде в Прагу епископа Сергия, находившиеся в Праге митрополит Западно-Европейских Православных Русских Церквей Евлогий назначил его своим викарием и настоятелем храма Св. Николая в Праге. В этом положении епископ Сергий и прожил 24 года в Праге, находясь в ведении митрополита Евлогия и не имея общения с Московской Патриархией.
Епископ Сергий в Праге занимал небольшую комнату в квартире старушки Черноглавковой. Здесь епископ принимал многочисленных просителей. Долгое время епископ Сергий был единственным священнослужителем в храме, сам совершал все требы: похороны, крестины, свадьбы, посещал больницы, причащал больных. Не имея вокруг себя многочисленного духовенства, он с помощью одних юных прислужников создавал торжественные архиерейские службы. Только в 1929 году ему прислали в помощь иеромонаха Исаакия (Виноградова), который стал его ближайшими помощником и другом.
Кроме Праги в ведении епископа Сергия были православные общины в Брно и Братиславе; ему также было поручено наблюдение за курортными храмами в Карловых Варах, Марианских и Франтишковых Лазнях, где богослужение совершалось только в летний сезон.
Стараниями епископа Сергия в 1924—1925 годах построен Успенский храм на Ольшанском кладбище. Одно время этот храм был предоставлен для богослужения епископу Пражскому Горазду. Благодаря авторитету владыки удалось собрать на это дело значительные средства.
Недалеко от храма Св. Николая, в старом народе Праге, была снята квартира, так называемое «Подворье».
В 1931 году митрополит Евлогий перешёл в юрисдикцию Константинопольской патриархии, за ним последовало и большинство ранее подчинявшегося Московской Патриархии духовенства и прихожан в том числе епископ Сергий со всей своей паствой.
Несколько раз епископ Сергий выезжал и за пределы Чехословакии: во Францию, Германию, Италию, Эстонию, один раз предпринял путешествие в Швецию и Финляндию.
В 1939 году Чехословакия была оккупирована немецкими войсками и превращена в «Протекторат Богемии и Моравии». Новые власти признавали на своей территории и допускали только одну православную иерархию — Германская епархия Русской Православной Церкви за границей во главе с митрополитом Серафимом (Ляде). С благословения митрополита Евлогия 3 ноября 1939 года епископ Сергий заключил с митрополитом Серафимом соглашение. «Евлогиане» сохранили самоуправление и формально подчинялись Германской епархии. Глава Чешской епархии в юрисдикции Сербской православной церкви епископ Горазд (Павлик) тоже вошёл в подчинение митрополиту Серафиму (Ляде), но в 1942 году принял мученическую смерть.

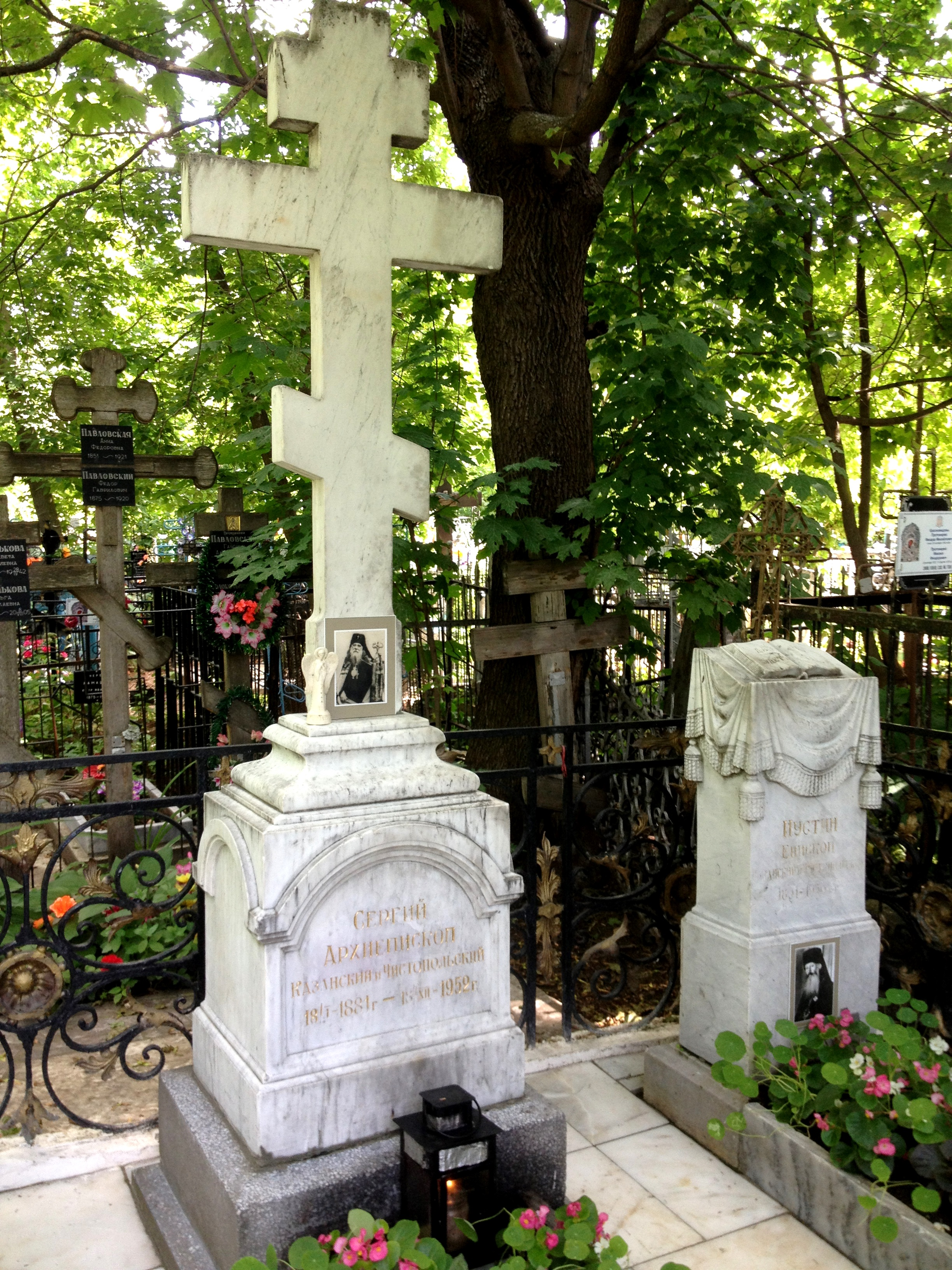
Могила архиепископа Сергия (А. Д. Королёва) на Арском кладбище г. Казани

В октябре 1943 года епископ Сергий участвовал в совещании епископов РПЦЗ в Вене, на котором не было признано избрание митрополита Сергия (Страгородского) патриархом Московским и всея Руси.
После окончания войны все православные общины на территории Чехословакии, как входившие в юрисдикцию митрополита Евлогия, так и Чешской епархии Сербской Православной Церкви, перешли в юрисдикцию Русской Православной Церкви. Воссоединение с Московской Патриархией епископа Сергия с возглавляемыми им приходами осуществил прибывший в Прагу 15 октября 1945 года епископ Фотий (Топиро).
2 апреля 1946 года освобождён от управления русскими приходами в Чехословакии и был оставлен настоятелем прихода в Праге.
17 апреля 1946 года ко дню двадцатипятилетия епископской хиротонии возведён в сан архиепископа.
7 июня 1946 года — архиепископ Венский, викарий Западно-Европейского Экзархата, с местопребыванием в Вене. В октябре того же года утверждён Экзархом Среднеевропейских Православных Церквей Московской Патриархии на правах самостоятельного епархиального архиерея.
С 8 по 18 июля 1948 года был участником торжеств в Москве по случаю 500-летия автокефалии Русской Православной Церкви.
16 ноября 1948 года Средне-Европейский экзархат был упразднён, а архиепископ Сергий был назначен архиепископом Берлинским и Германским.
За всё время руководства экзархатом и Берлинской епархией власти не разу не позволили ему выехать за пределы зоны советской оккупации, опасаясь что архиепископ станет «невозвращенцем».
С 20 сентября 1950 года — архиепископ Казанский и Чистопольский.
Скончался 18 декабря 1952 года в Казани. Секретарь Казанского епархиального управления протоиерей Николай Евтропов пытался добиться от властей разрешения на торжественный перенос тела из дома на улице Лесгафта в церковь Ярославских Чудотворцев (около километра), но в этом было категорически отказано. Тело архиепископа Сергия привезли в храм на грузовике.
Погребение 21 декабря возглавил архиепископ Можайский Макарий (Даев). Похоронен на Арском кладбище, около кладбищенской церкви, рядом с могилой епископа Иустина (Мальцева).

## Сочинения
Рукописи
- «О благобытии».
- «Духовная жизнь в миру».
- «Христианство в отношении внутреннего и внешнего устроения людей».
- «Жизнь в миру по епископу Феофану».
- «О кресте и о посте».
- «Крест (радость всему миру)».
- «О воспитании».
- «Механическая и творческая жизнь в миру».
- «Праздник иконы Казанской».
- «Посещение приходов Казанской епархии».

Публикации
- Впечатления о посещении Москвы в октябре — ноябре месяце 1947 г. // Журнал Московской Патриархии. М., 1947. — № 12. — С. 43-44.
- Великое падение // Журнал Московской Патриархии. М., 1948. — № 9. — С. 52-62.
- Опять на Родине // Журнал Московской Патриархии. М., 1951. — № 1. — С. 28-29.
- Казанская икона Божией Матери // Журнал Московской Патриархии. М., 1952. — № 7. — С. 47-49.
- Из бесед владыки Сергия Пражского: Записи, Париж, 1957, 20 с.
- Жизнь Неба на земле // Журнал Московской Патриархии. М., 1983. — № 1. — С. 69-74.
- О подвиге общения // Журнал Московской Патриархии. М., 1983. — № 3. — С. 64-67.
  - О подвиге общения // Журнал Московской Патриархии. М., 1997. — № 10. — С. 76-80.
- О благодати, из бесед епископа Пражского Сергия, в: Печера (изд. Путь жизни, издано до 1939 г.) // Журнал Московской Патриархии. М., 1983. — № 4. — С. 61-67.
  - О благобытии // Журнал Московской Патриархии. М., 1996. — № 10. — С. 45-50.
- Irdisches Leben im Lichte Gottes // Stimme der Orthodoxie, 1983, № 8, 42-48.
- Wegweisung zu einem heilen menschlichen Leben // Stimme der Orthodoxie, 1983, № 10, 35-39.
- Я возлюбил вас…: Автобиография. Свидетельства современников. Духовное наследие / Сост. А. В. Окунева. М.: Паломник, 2003. 415 с.: ил.